# Iben Claces
Iben Claces (født 1973 på Frederiksberg) er en dansk digter og forfatter.
Hun er student fra Rysensteen Gymnasium 1992 og uddannet fra Forfatterskolen 1994.

## Udgivelser
- Tilbage bliver, Borgen, 1994 (Digte)
- En fremmed selv, Borgen, 1995 (Digte)
- Stjernehavet, Borgen, 1999 (Digte)
- Akikos ammehjerne : en fortælling, Lindhardt og Ringhof, 2004 (Roman)